# Henri Cunibert
Pour les articles homonymes, voir Cunibert.
Henri Cunibert ((Henry) né le 6 octobre 1891 à Malmedy; mort le 12 décembre 1954 dans cette mème ville) est un architecte belge. Ses principales réalisations se trouvent sur le territoire de la Communauté germanophone de Belgique et dans la région de Waimes et Malmedy. Elles furent construites dans les années 1920-1935.
Cunibert est notamment connu pour ses nombreux édifices religieux et quelques écoles..

## Interventions neuves
- Église Saint-Donat à Ondenval (1925), de style néoroman. Elle fut construite à l’emplacement d'une chapelle qui fut démolie. L’édifice subit des dommages lors d’un incendie en 1956.
- Église Saint-Jean à Maldingen (1926), néoroman. Clocher à bulbe aux allures orientales. L’intérieur est doté d'un plafond remarquablement détaillé, une véritable dentelle de pierre.
- Église Saint-Joseph à Hünningen (1926), néogothique. L'édifice remplace une ancienne chapelle qui se trouve plus bas dans le village (l'ancienne chapelle est transformée en salle de banquets et de répétitions). Clocher à plan octogonal sur base carrée.
- Église Saint-Antoine-l’Ermite à Murrange (1926), néogothique. Nef assez basse et très large. Le presbytère de Murrange fut également dessiné par Cunibert.
- Église de l’Immaculée-Conception à Medell (1928), néoroman. Clocher à bulbe reconnaissable de très loin. L’édifice remplace l’ancienne chapelle, aujourd’hui démolie.
- Église Saint-Hilaire à Maspelt (1932), néoroman. Clocher sur plan octogonal et nef simple sans transept. L’entrée est marquée par un petit porche aux allures troublantes par rapport au reste de l’édifice.
- Église Saint-Étienne de Bütgenbach (1932), néoroman. Le plus grand édifice réalisé par Cunibert. L’édifice remplace l'ancienne église du XIIe siècle qui se trouvait plus bas dans le village et qui fut détruite malgré le fait qu’elle soit classée. Clocher haut à toit de style rhénan visible de très loin, tour octogonale au-dessus du transept. L’entrée principale (centrée au milieu de la façade principale) s’aborde en entrant d’abord sous un grand porche. L’intérieur est très imposant et doté d'un grand jubé et de beaux vitraux invoquant la vie de saint Étienne.

## Interventions de transformations
- Église Saint-Martin à Meyerode (1930), construction d’une nouvelle nef de style néogothique, tout en gardant le clocher existant datant du XIVe siècle.
- Église Saint-Saturnin à Waimes (1930), construction d’un nouveau transept et d’un nouveau chœur de style néogothique, en gardant la tour et la nef existantes. Ajout d’une sacristie.
- Église Saint-Hubert à Amel (1931), reconstruction d’une nouvelle église de style néogothique en intégrant le clocher du XVe siècle.

## Littérature
- Klaus Dieter Klauser : Henri Cunibert, ein eigenwilliger Architekt: Die Ausbildungszeit - Das berufliche Leben - Episoden aus der Kriegszeit, dans les mensuels "Zwischen Venn und Schneifel"  édition du 23 février 2011

## Photos

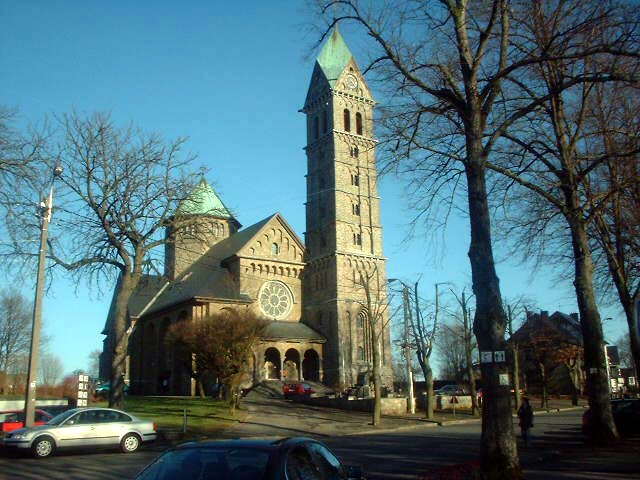
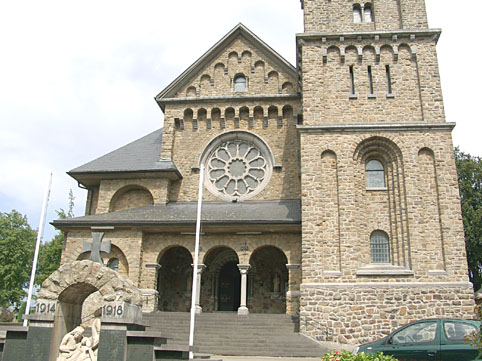
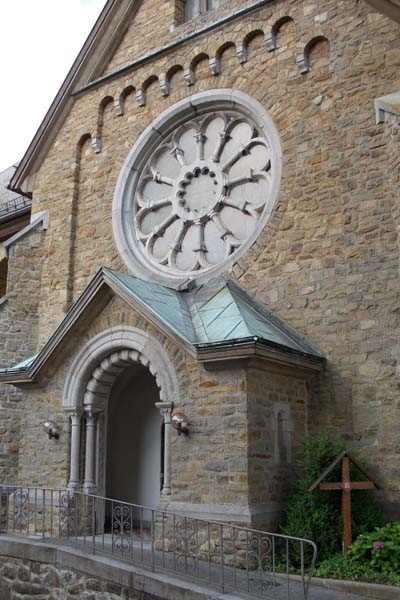
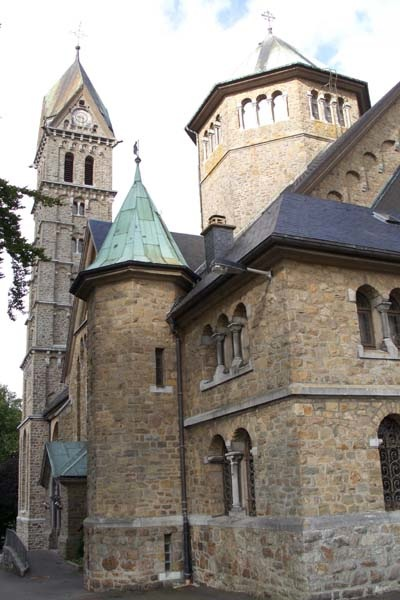
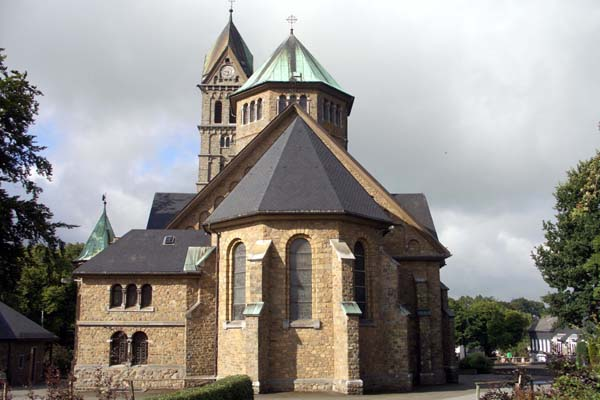
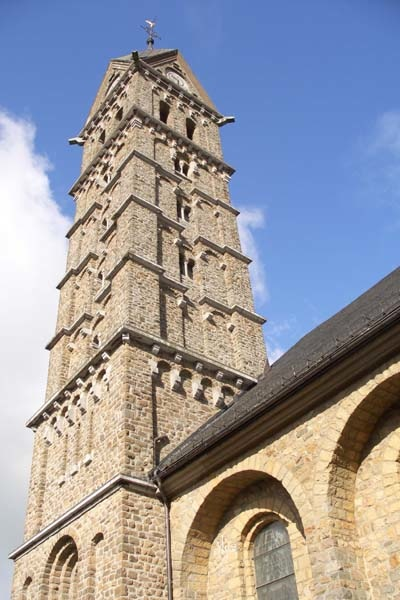
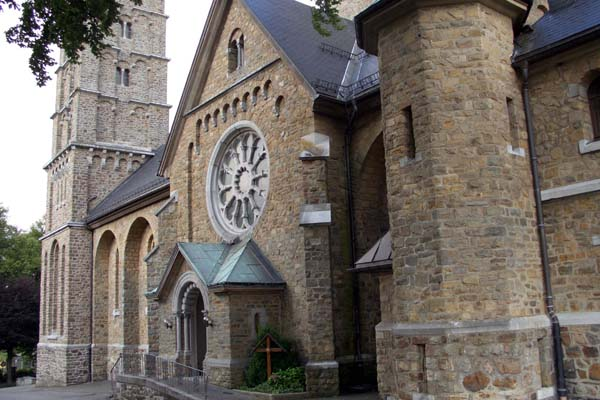
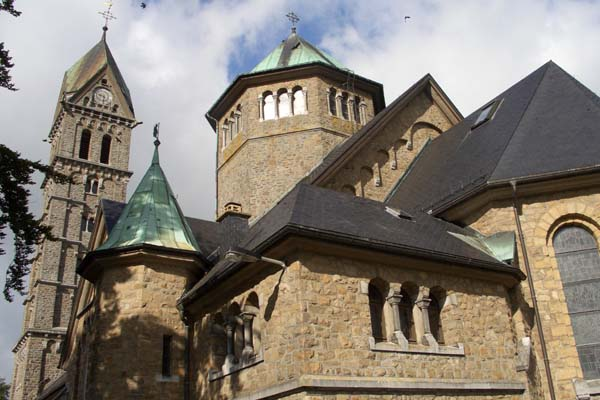

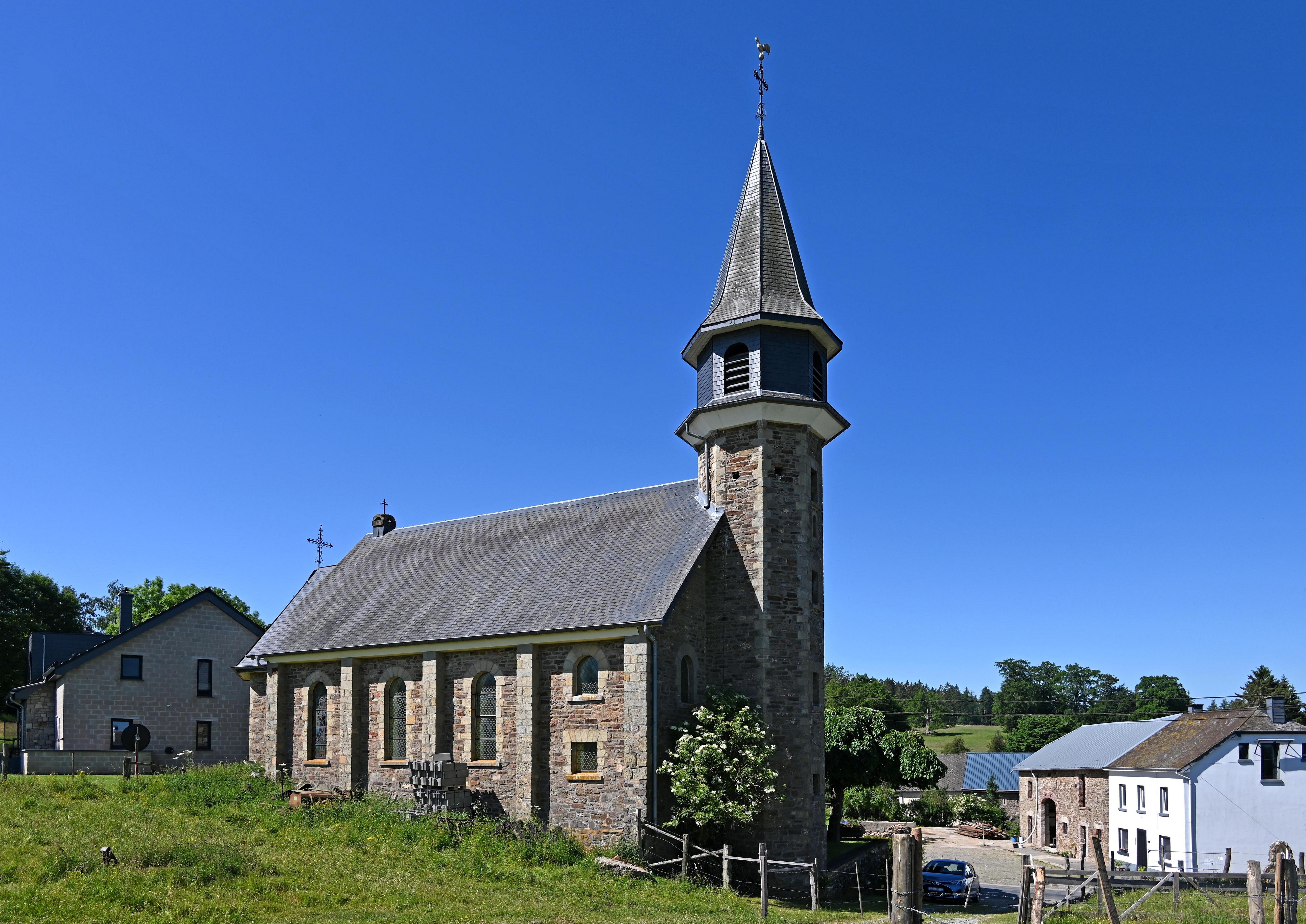

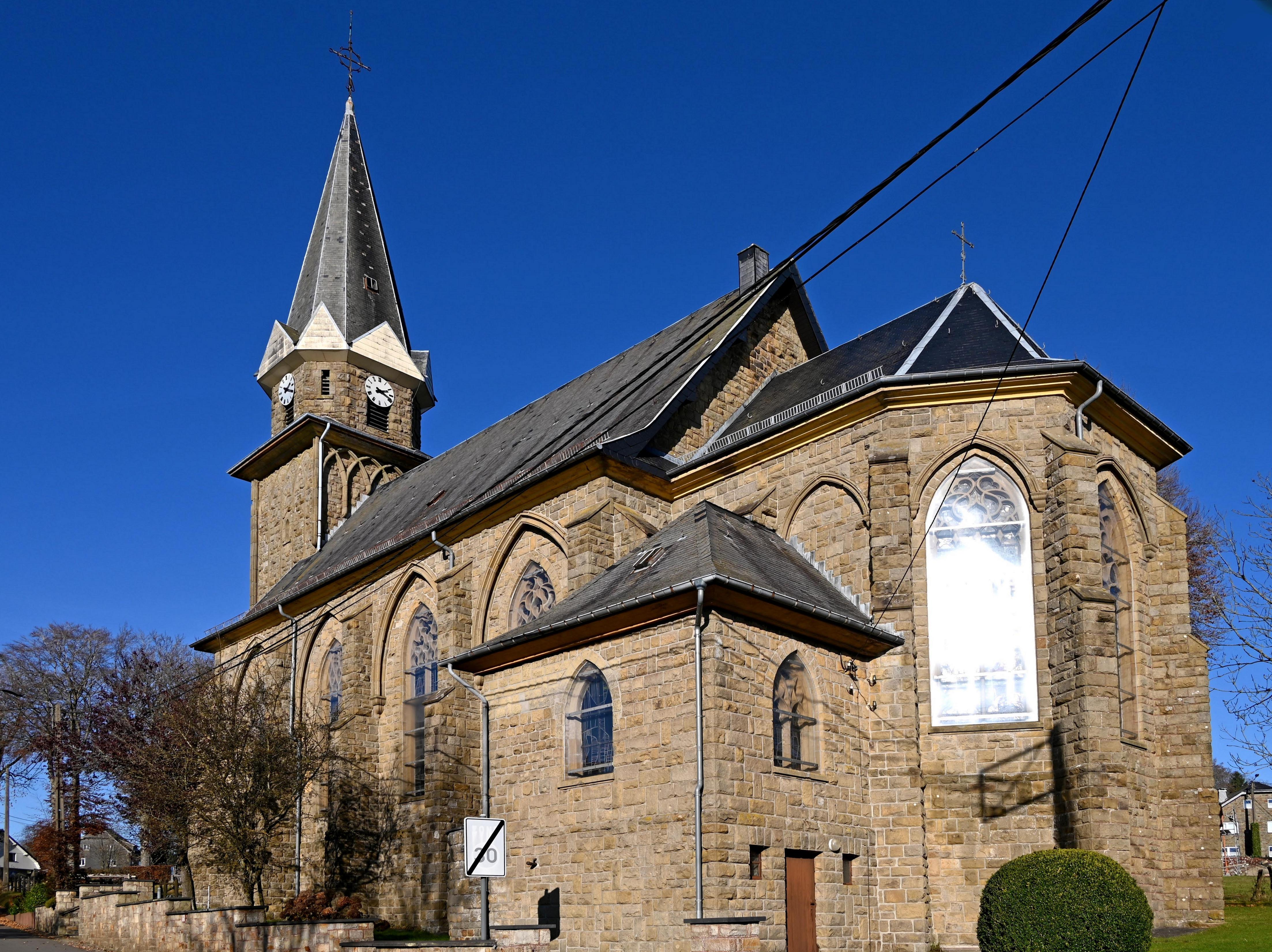

- Église Saint-Étienne à Bütgenbach

- Église Staint-Jean à Maldingen

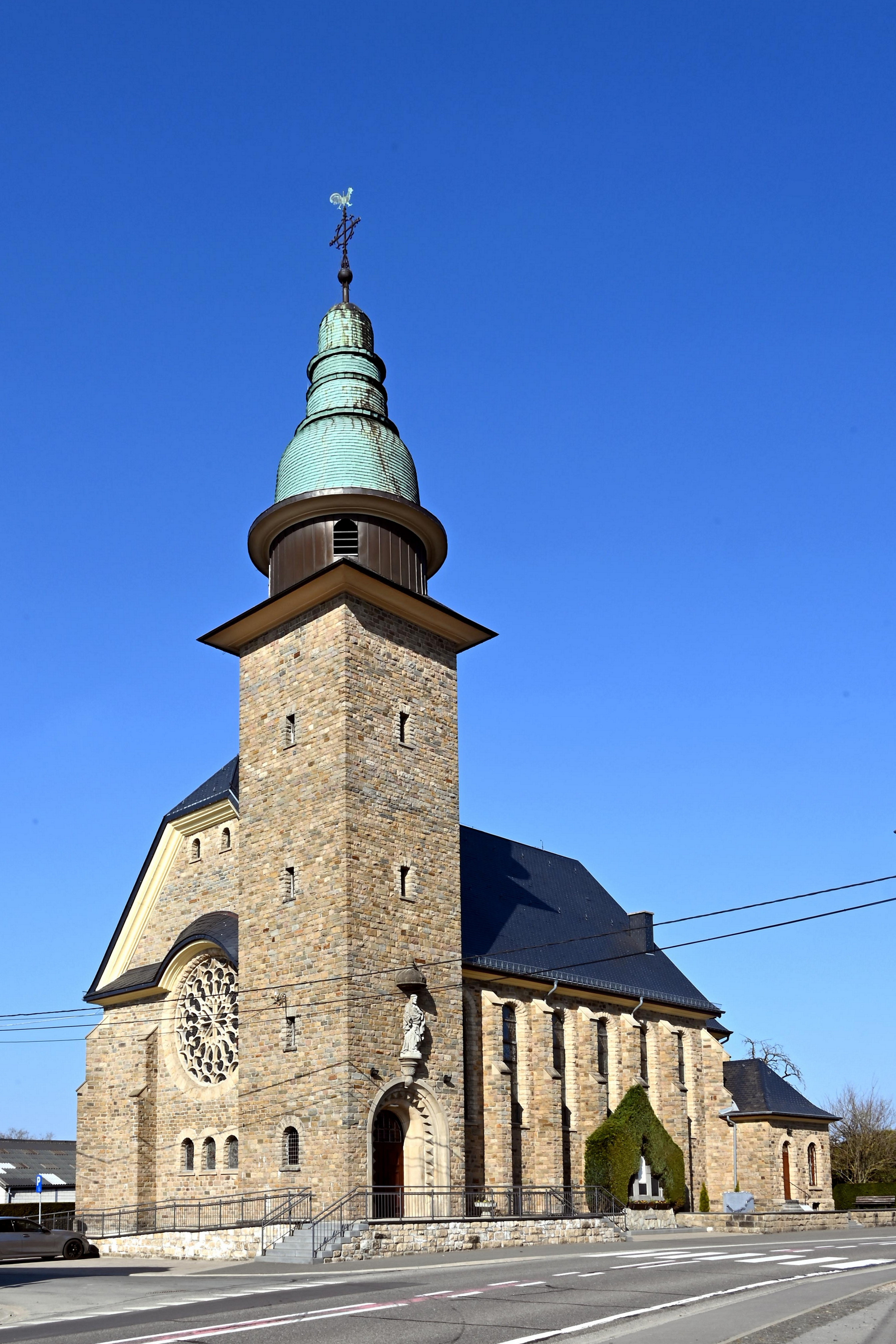
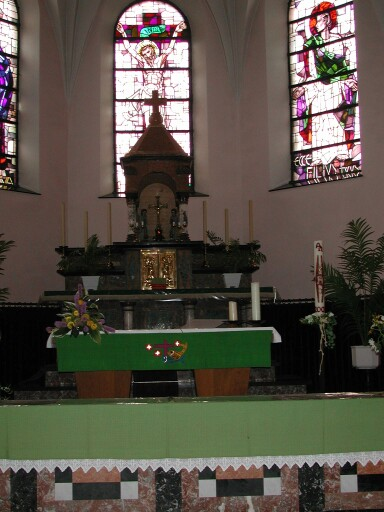
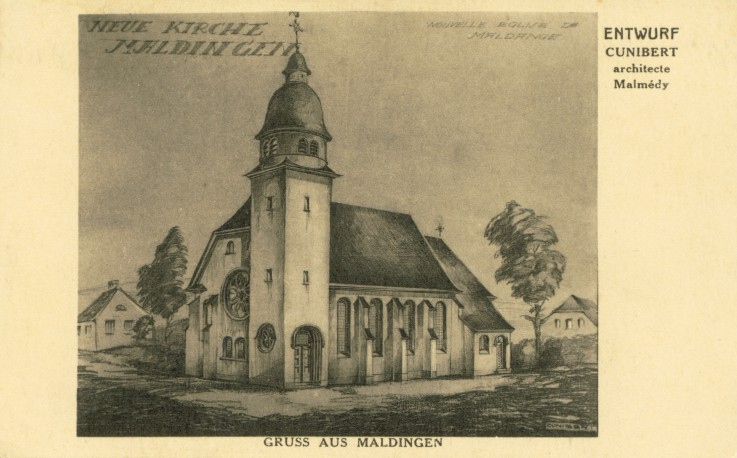

- Église de l’Immaculée-Conception à Medell

- Église Saint-Donat à Ondenval

- Église Saint-Martin à Meyerode

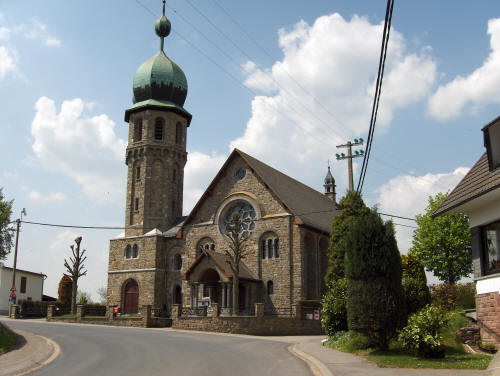
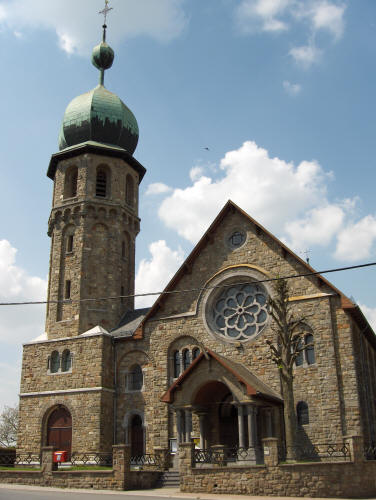
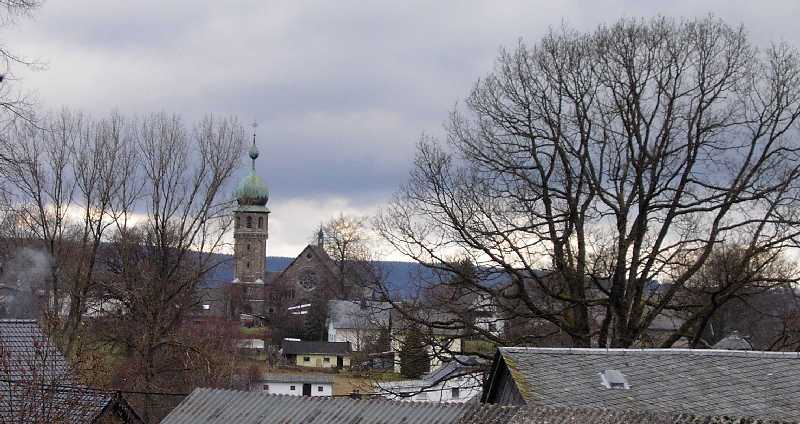

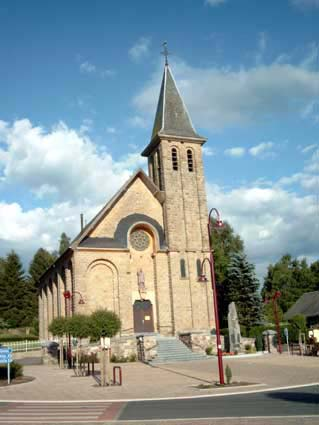
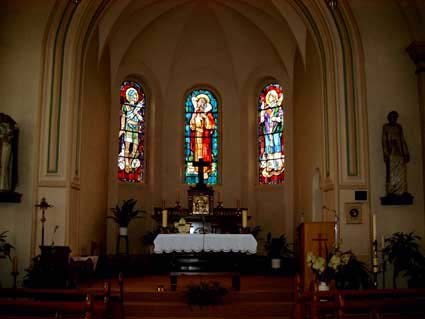
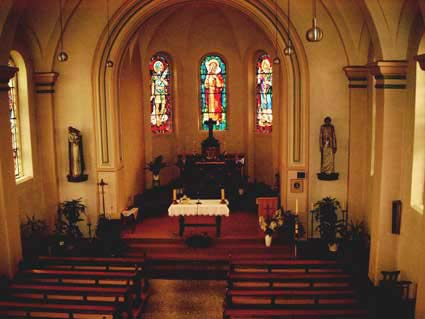

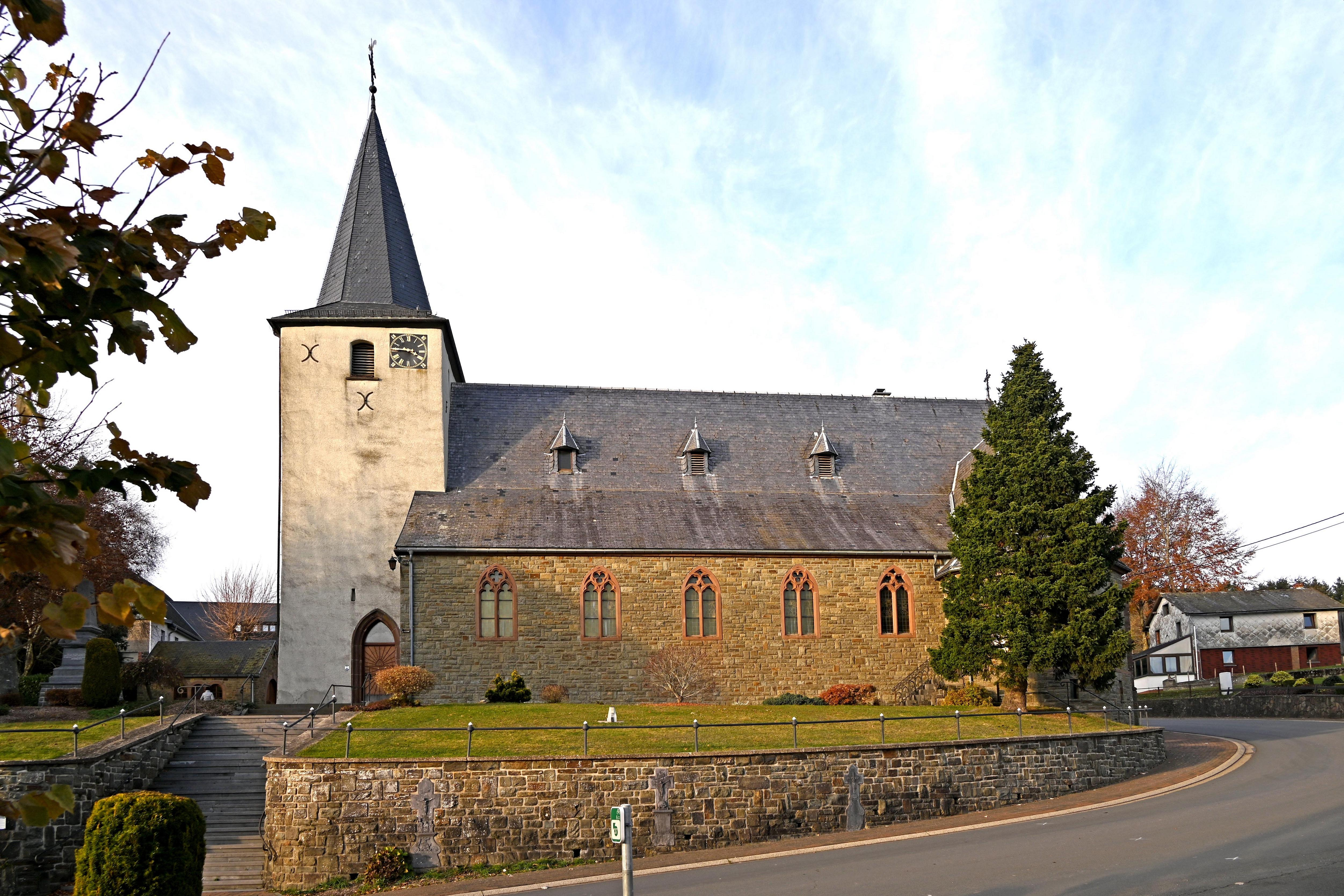

- Église Saint-Antoine-l’Ermite à Mürringen

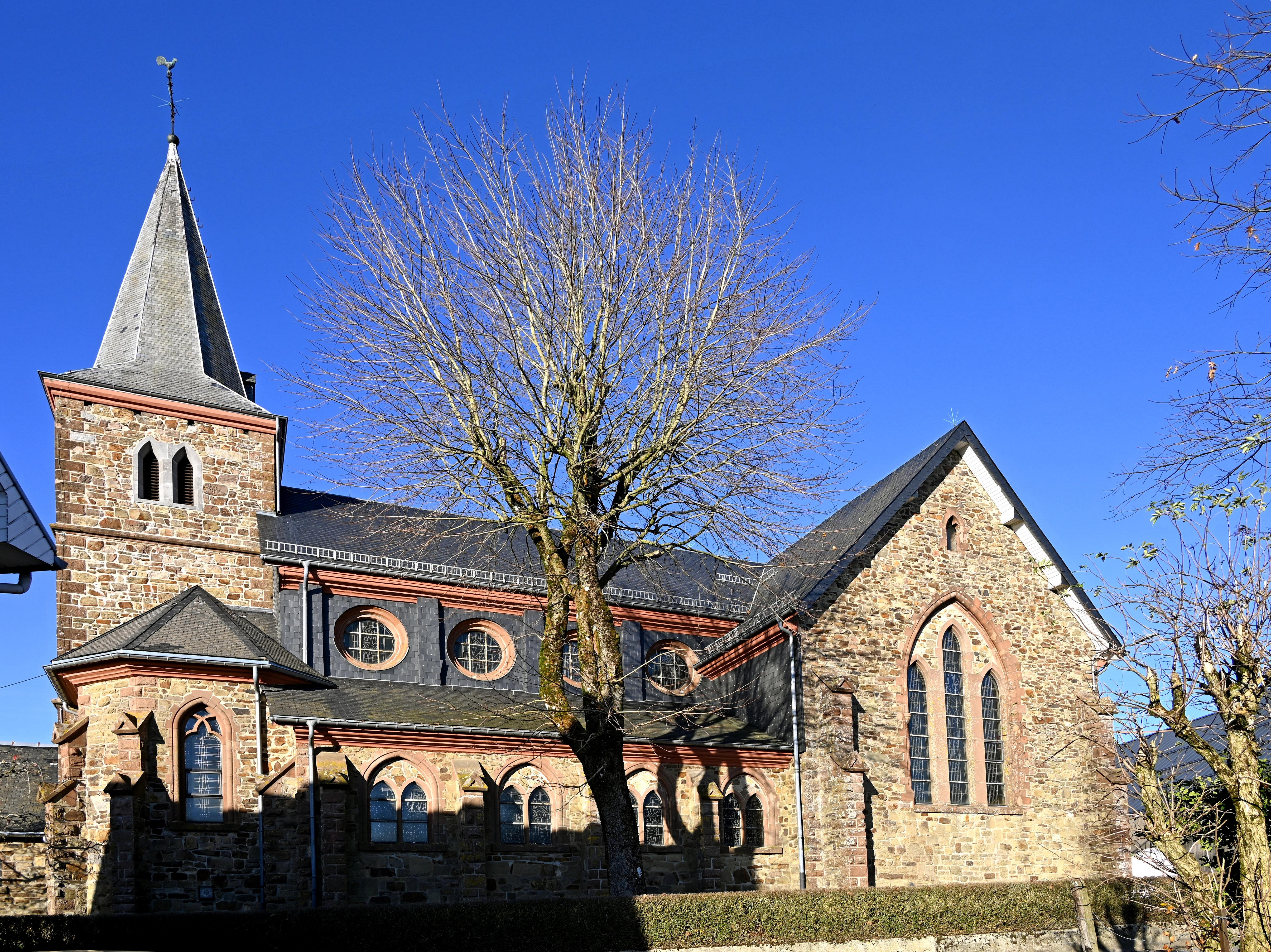

- Église Saint-Hilaire à Maspelt

- Église Saint-Joseph à Hünningen